# Paradosso di Einstein-Podolsky-Rosen
Il paradosso di Einstein-Podolsky-Rosen (paradosso EPR) è un esperimento mentale con cui Albert Einstein, Boris Podolsky e Nathan Rosen dimostrarono che dalla meccanica quantistica deriva il fenomeno dell'entanglement, considerato paradossale perché ritenuto incompatibile con la relatività ristretta (che considera la velocità della luce la massima alla quale può viaggiare qualunque tipo d'informazione) e, più in generale, con il principio di località. Da ciò scaturì la loro convinzione che la teoria quantistica fosse incompleta, ovvero dovesse comprendere delle variabili nascoste.

## Considerazioni generali
I tre autori proposero il loro esperimento mentale nell'articolo del 1935 "La descrizione quantistica della realtà fisica può ritenersi completa?", intendendo dimostrare che, per conservare il principio di località, ritenuto requisito imprescindibile, la meccanica quantistica deve necessariamente essere incompleta. Cinque mesi dopo, Niels Bohr rispose all'argomento di EPR con un articolo intitolato allo stesso modo. La posizione di Bohr fu a lungo considerata come ulteriore vittoria del suo scontro con Einstein, benché oggi si riconosca che essa fosse oscura e non soddisfacente. 
Sempre nel 1935, Erwin Schrödinger pubblicò l'articolo in cui descrive il famoso paradosso del gatto, cercando di chiarire l'idea della sovrapposizione di stati nella meccanica quantistica. Si deve a David Bohm, nel 1951, una riformulazione del paradosso in termini più facilmente verificabili.
Il paradosso EPR descrive un effetto fisico che ha aspetti paradossali: se in un sistema quantistico ipotizziamo alcune deboli e generali condizioni, come realismo, località e completezza, ritenute ragionevolmente vere per qualunque teoria che descriva la realtà fisica senza contraddire la relatività, giungiamo a una contraddizione. Da notare che, di per sé, la meccanica quantistica non è intrinsecamente contraddittoria, né in contrasto con la relatività.
Benché proposto originariamente per mettere in luce l'incompletezza della meccanica quantistica, ulteriori sviluppi teorici e sperimentali seguiti all'articolo originale (come il teorema di Bell e l'esperimento sulla correlazione quantistica di Aspect) hanno portato gran parte dei fisici a considerare il paradosso EPR solo un esempio di come la meccanica quantistica contrasti con le nostre esperienze del mondo macroscopico.

## Descrizione del paradosso

### Misure su uno stato correlato oentangled
Considereremo la versione semplificata dell'esperimento ideale di EPR formulata da David Bohm.

Si supponga di avere una sorgente che emette coppie di elettroni, uno dei quali viene inviato alla destinazione A, dove c'è un'osservatrice di nome Alice, e l'altro viene inviato alla destinazione B, dove c'è un osservatore di nome Bob.
Secondo la meccanica quantistica, possiamo sistemare la sorgente in modo che ciascuna coppia di elettroni emessi occupi uno stato quantistico detto singoletto di spin. Questo si può descrivere come sovrapposizione quantistica di due stati, indicati con I e II.
Nello stato I, l'elettrone A ha spin parallelo all'asse z (+z) e l'elettrone B ha spin antiparallelo all'asse z (-z). Nello stato II, l'elettrone A ha spin -z e l'elettrone B ha spin +z. È quindi impossibile associare a uno dei due elettroni nel singoletto di spin uno stato di spin definito: gli elettroni sono quindi detti entangled, cioè intrecciati.

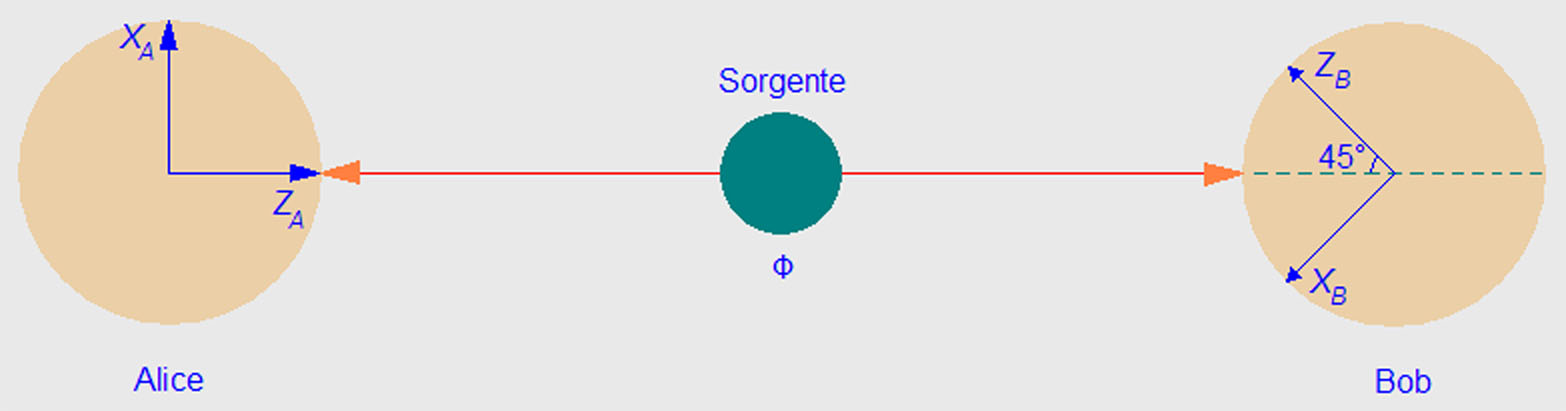
Riproposizione dell'esperimento suggerito da Einstein, Podolsky e Rosen, eseguito con elettroni. Una sorgente invia elettroni verso due osservatori, Alice (a sinistra) e Bob (a destra), i quali sono in grado di eseguire misure della proiezione dello spin degli elettroni lungo un asse.

Alice misura lo spin lungo l'asse ottenendo uno dei due possibili risultati: +z o -z. Supponiamo che ottenga +z; secondo la meccanica quantistica la funzione d'onda che descrive lo stato di singoletto dei due elettroni collassa nello stato I (le diverse interpretazioni della meccanica quantistica dicono questo in diversi modi, ma il risultato alla fine è lo stesso) e tale stato quantistico determina le probabilità dei risultati di qualunque altra misura fatta sul sistema. In questo caso, se Bob successivamente misurasse lo spin lungo l'asse z, otterrebbe -z con una probabilità del 100%. Analogamente, se Alice misurasse -z, Bob otterrebbe +z, sempre con una probabilità del 100%.
Naturalmente non c'è niente di speciale nella scelta dell'asse z. Se supponiamo che Alice e Bob decidano di misurare lo spin lungo l'asse x, secondo la meccanica quantistica lo stato di singoletto di spin può essere espresso adeguatamente come sovrapposizione di stati di spin lungo la direzione x, stati che chiameremo Ia e IIa. Nello stato Ia l'elettrone di Alice ha spin +x, quello di Bob ha spin -x, invece nello stato IIa l'elettrone di Alice ha spin -x, quello di Bob ha spin +x. Quindi, se Alice misura +x, il sistema collassa in Ia, e Bob misurerà -x, con probabilità del 100%; se Alice misura -x, il sistema collassa in IIa e Bob misurerà +x, con probabilità del 100%.
In meccanica quantistica, la proiezione dello spin lungo x e quella lungo z sono quantità osservabili tra loro incompatibili, per cui gli operatori associati non commutano, cioè uno stato quantistico non può possedere valori definiti per entrambe le variabili (principio di indeterminazione). Supponiamo che Alice misuri lo spin lungo z e ottenga +z, in modo che il sistema collassi nello stato I. Ora, invece di misurare lo spin lungo z, Bob misura lo spin lungo x: secondo la meccanica quantistica, c'è il 50% di probabilità che egli ottenga +x e il 50% di probabilità che ottenga -x. Inoltre, è impossibile predire quale sarà il risultato fino a quando Bob non esegue la misura.
Si è usato lo spin come esempio ma si possono considerare molte altre quantità fisiche (osservabili), tra loro entangled. L'articolo originale di EPR, per esempio, usava l'impulso come quantità osservabile. Gli esperimenti odierni usano spesso la polarizzazione dei fotoni, perché più facile da preparare e quindi misurare.

### Realismo e completezza
Introdurremo ora due concetti usati da Einstein, Podolsky e Rosen, fondamentali per il loro attacco alla meccanica quantistica: il realismo o oggettivismo realistico e la completezza di una teoria fisica.
Gli autori non si sono riferiti direttamente al significato filosofico di un "elemento fisico di realtà", ma stabilirono che se il valore di ogni quantità fisica di un sistema può essere predetto con assoluta certezza prima di fare una misura o prima di intervenire in qualche modo su quel sistema, allora tale quantità esprime un elemento fisico di realtà. Notare che l'opposto, cioè la negazione dell'affermazione precedente, non porta necessariamente ad un assunto vero; possono esserci altre espressioni di elementi fisici di realtà, ma questo fatto non ha influenza sul resto dell'argomentazione.
In aggiunta, EPR definirono teoria fisica completa quella teoria in cui sia preso in considerazione ogni elemento fisico di realtà. Lo scopo del loro articolo era mostrare, usando queste due definizioni, come la meccanica quantistica non fosse una teoria fisica completa.
Vediamo come questi concetti si applicano all'esperimento pensato. Supponiamo che Alice decida di misurare lo spin lungo z (lo chiameremo z-spin). Dopo che Alice esegue la misura, lo z-spin dell'elettrone di Bob è noto, quindi è un elemento fisico di realtà.
Analogamente, se Alice decidesse di misurare lo spin lungo x, l'x-spin di Bob sarebbe un elemento fisico di realtà dopo la sua misura.
Uno stato quantistico non può possedere contemporaneamente un valore definito per lo x-spin e lo z-spin. Se la meccanica quantistica è una teoria fisica completa nel senso dato sopra, l'x-spin e lo z-spin non possono essere elementi fisici di realtà allo stesso tempo. Questo significa che la decisione di Alice di eseguire la misura lungo l'asse x o lungo l'asse z ha un effetto istantaneo sugli elementi fisici di realtà nel luogo in cui si trova Bob ad operare con le sue misure, e questa è una violazione del principio di località o principio di separazione.

### Località nel paradosso EPR
Il principio di località afferma che un processo fisico non può avere un effetto immediato sugli elementi fisici di realtà (osservabili) di un altro evento separato da un intervallo di tipo spazio. A prima vista questa appare a livello macroscopico un'assunzione ragionevole come conseguenza della relatività ristretta, la quale afferma che le informazioni non si possono trasmettere a una velocità maggiore di quella della luce. Di conseguenza si considera che ogni teoria che violi la relatività sia inconsistente.
Si trova che la meccanica quantistica viola il principio di località senza violare la relatività per effetto del teorema di non-comunicazione. La relatività e la causalità sono preservate perché non c'è alcun modo per Alice di trasmettere un messaggio (cioè informazioni) a Bob variando l'asse lungo cui fa la misura. Qualunque asse lei scelga, ha sempre il 50% di probabilità di ottenere "+" e il 50% di ottenere "-", cioè è del tutto impossibile per lei influire sul risultato che otterrà. Inoltre Bob può fare la sua misura una sola volta, in quanto il collasso della funzione d'onda provocato dalla misura perturba in maniera irreversibile lo stato misurato: una proprietà basilare della meccanica quantistica, nota come teorema di no-cloning quantistico, rende impossibile per l'osservatore fare, ad esempio, un milione di copie dell'elettrone che riceve, eseguire misure sullo spin di ciascuno e poi analizzare la distribuzione statistica dei risultati. Quindi, nell'unica misura che gli è permessa, c'è il 50% di probabilità di ottenere "+" e il 50% di ottenere "-", indipendentemente dal fatto che il suo asse sia allineato o no con quello di Alice.
Tuttavia il principio di località si richiama fortemente alla percezione intuitiva della realtà fisica a livello macroscopico ed Einstein,  Podolsky e Rosen non volevano abbandonarlo. In particolare Einstein descrisse le predizioni della meccanica quantistica come "spaventosa azione a distanza". La conclusione che trassero fu che la meccanica quantistica non è una teoria completa.
Si noti che la parola "località" in fisica ha diversi significati. Per esempio, in teoria quantistica dei campi "località" significa che campi in punti dello spazio causalmente non correlati commutano l'uno con l'altro. Tuttavia le teorie di campo quantistiche che sono "locali" in questo senso "debole" violano il principio di località come definito da EPR.

## Risoluzione del paradosso

### Variabili nascoste
Il modo di EPR per la risoluzione del paradosso era ipotizzare che la meccanica quantistica, nonostante il successo in un'ampia varietà di scenari sperimentali, sia una teoria incompleta. In altre parole esisterebbe qualche teoria della natura ancora non scoperta, rispetto alla quale la meccanica quantistica gioca il ruolo di approssimazione statistica. Questa teoria più completa conterrebbe variabili che tengono conto di tutti gli "elementi fisici di realtà" (anche quelli "nascosti" all'osservatore, chiamati "beable", generalmente a causa dei limiti imposti dal principio di indeterminazione e dal principio di complementarità) e che danno origine agli effetti che la meccanica quantistica è in grado di predire solo a livello probabilistico. Una teoria con tali caratteristiche prende il nome di teoria a variabili nascoste.
L'ipotesi EPR è stata smentita nel 1964 da John Stewart Bell, il quale ha dimostrato con il suo teorema come le predizioni della meccanica quantistica siano differenti da quelle di una classe molto vasta di teorie a variabili nascoste locali: grosso modo, la meccanica quantistica predice correlazioni statistiche più forti tra i risultati di misure su particelle entangled eseguite su differenti assi. Queste differenze, espresse tramite relazioni di disuguaglianza note come disuguaglianze di Bell, sono in linea di principio verificabili sperimentalmente, per cui è stata approntata allo scopo una serie di esperimenti che in generale trattano misure di polarizzazione di fotoni. Tutti i risultati hanno indicato un comportamento in linea con le predizioni della meccanica quantistica standard.
Alcuni ricercatori hanno tentato di formulare teorie di variabili nascoste che sfruttino "scappatoie" in esperimenti concreti, come per esempio le assunzioni fatte nell'interpretare i dati sperimentali, ma nessuno è stato finora in grado di formulare una teoria realista locale capace di riprodurre tutti i risultati della meccanica quantistica. Il teorema di Bell non si applica a tutte le possibili teorie: è possibile elaborare interpretazioni della meccanica quantistica a variabili nascoste non locali che risultano realiste. Si reputa in proposito che sia violata l'invarianza di Lorentz.

### Implicazioni per la meccanica quantistica
La gran parte dei fisici ritiene che la meccanica quantistica sia corretta e che il paradosso EPR sia un paradosso apparente, determinato dal fatto che le intuizioni classiche di livello macroscopico non corrispondono alla realtà del mondo microscopico. Si possono trarre dal fenomeno dell'entanglement diverse conclusioni, che dipendono da quale interpretazione della meccanica quantistica si consideri. Nella interpretazione di Copenaghen, prodotta principalmente da Niels Bohr e Werner Heisenberg, si conclude che il principio di località (o di separazione) non debba valere e che avvenga realmente il collasso della funzione d'onda istantaneo all'atto della misura. Nell'interpretazione a molti-universi di Hugh Everett III la località è mantenuta e gli effetti delle misure sorgono dal suddividersi e ramificarsi delle "storie" o linee d'universo degli osservatori.
Il paradosso EPR ha reso più profonda la comprensione della meccanica quantistica, mettendo in evidenza le caratteristiche fondamentalmente non classiche del processo di misura. Prima della pubblicazione dell'articolo di Einstein-Podolsky-Rosen, una misura era abitualmente vista come un processo fisico implicante una perturbazione del sistema. In altri termini, misurando la posizione di un elettrone illuminandolo con la luce, cioè con fascio di fotoni, l'urto di quest'ultimi con la particella avrebbe disturbato il suo stato quantomeccanico, per esempio modificandone la velocità e producendo così un'incertezza su tale grandezza. Questo concetto, al fine di esemplificare l'indeterminazione di grandezze coniugate come posizione e velocità, necessarie a determinare l'evoluzione dello stato della particella, ancora s'incontra in esposizioni scolastiche o divulgative, ma è stato reso non fondamentale dall'analisi di Einstein-Podolsky-Rosen, che mostra chiaramente come possa effettuarsi una "misura" su una particella senza disturbarla direttamente attraverso il suo legame di entanglement con un'altra. L'indeterminatezza della meccanica quantistica, unitamente al suo aspetto probabilistico, emerge invece a un livello fondamentale direttamente dalla struttura intrinsecamente "quantistica" della realtà fisica.
Sono state sviluppate e stanno progredendo tecnologie che si basano sull'entanglement quantistico. Nella crittografia quantistica, si usano particelle entangled per trasmettere segnali che non possono essere intercettati senza lasciare traccia dell'intercettazione avvenuta. Nella computazione quantistica, si usano stati quantistici intrecciati (entangled) per eseguire calcoli in parallelo che permettono velocità di elaborazione non possibili con i computer classici.

### Teorema del multi verso
Esiste una spiegazione che riguarda gli universi multipli molto più complicata. Essa stabilisce che ogni volta che qualcosa è incerto, l'"Albero dell'Universo" (come talvolta è chiamato il fenomeno di tutte le ramificazioni possibili di eventi) produce un altro ramo, cioè si ramifica. Ciascuna ramificazione, appena prodotta, è un diverso universo simile al precedente, perché l'incertezza generalmente è piccola, all'inizio. Ogni possibilità è un accadimento che capita da qualche parte. Si tratta di una visualizzazione intuitiva. La teoria è molto più ampia, ma a causa della grande astrattezza di questi concetti non può essere affrontata in questa sede con maggior dettaglio.

## Formulazione matematica
Si può esprimere matematicamente la discussione di cui sopra adoperando il formalismo quantomeccanico di spin. Il grado di libertà di spin di un elettrone è associabile con uno spazio di Hilbert bidimensionale H, in cui ogni vettore dello spazio corrisponde ad uno stato quantico di spin. Gli operatori quantistici che corrispondono allo spin lungo le direzioni x, y e z, designati rispettivamente Sx, Sy e Sz, possono essere associati a loro volta alle matrici di Pauli:
{\displaystyle S_{x}={\frac {\hbar }{2}}{\begin{bmatrix}0&1\\1&0\end{bmatrix}},\quad S_{y}={\frac {\hbar }{2}}{\begin{bmatrix}0&-i\\i&0\end{bmatrix}},\quad S_{z}={\frac {\hbar }{2}}{\begin{bmatrix}1&0\\0&-1\end{bmatrix}}}
dove {\displaystyle \hbar } rappresenta la costante d'azione di Planck divisa per 2π.
Gli autostati di Sz sono espressi da
{\displaystyle \left|+z\right\rangle \leftrightarrow {\begin{bmatrix}1\\0\end{bmatrix}},\quad \left|-z\right\rangle \leftrightarrow {\begin{bmatrix}0\\1\end{bmatrix}}}
mentre gli autostati di Sx sono espressi da
{\displaystyle \left|+x\right\rangle \leftrightarrow {\frac {1}{\sqrt {2}}}{\begin{bmatrix}1\\1\end{bmatrix}},\quad \left|-x\right\rangle \leftrightarrow {\frac {1}{\sqrt {2}}}{\begin{bmatrix}1\\-1\end{bmatrix}}}
Lo spazio di Hilbert per una coppia di elettroni è {\displaystyle H\otimes H}, cioè il prodotto tensoriale degli spazi di Hilbert dei due singoli elettroni. Lo stato di spin di singoletto è
{\displaystyle \left|\psi \right\rangle ={\frac {1}{\sqrt {2}}}{\bigg (}\left|+z\right\rangle \otimes \left|-z\right\rangle -\left|-z\right\rangle \otimes \left|+z\right\rangle {\bigg )}}
dove i due termini nel membro a destra stanno per ciò che più sopra è stato chiamato stato I e stato II. A partire da queste equazioni, si può mostrare che lo spin di singoletto è scrivibile come
{\displaystyle \left|\psi \right\rangle ={\frac {-1}{\sqrt {2}}}{\bigg (}\left|+x\right\rangle \otimes \left|-x\right\rangle -\left|-x\right\rangle \otimes \left|+x\right\rangle {\bigg )}}
dove i termini del membro a destra sono quello che è stato chiamato stato Ia e stato IIa.
Per illustrare come questo comporti la violazione del realismo locale, è necessario mostrare che dopo la misura effettuata da Alice di Sz (o di Sx), il valore misurato da Bob di Sz (o di Sx) è determinato univocamente e per questo corrisponde ad un "elemento fisico di realtà". Questo fatto discende dalla teoria della misura adottata in meccanica quantistica. Quando si effettua la misura Sz, lo stato ψ del sistema collassa dentro un autovettore di Sz. Se il risultato della misura è +z, ciò significa che immediatamente subito dopo la misurazione lo stato ψ del sistema è sottoposto ad una proiezione ortogonale nello spazio degli stati della forma
{\displaystyle \left|+z\right\rangle \otimes \left|\phi \right\rangle \quad \phi \in H}
Per il singoletto di spin, il nuovo stato è
{\displaystyle \left|+z\right\rangle \otimes \left|-z\right\rangle .}
Analogamente, se la misura di Alice dà -z, il sistema viene sottoposto ad una proiezione ortogonale su
{\displaystyle \left|-z\right\rangle \otimes \left|\phi \right\rangle \quad \phi \in H}
che significa che il nuovo stato è
{\displaystyle \left|-z\right\rangle \otimes \left|+z\right\rangle }
Questo implica che ora la misura di Sz dell'elettrone di Bob è determinata. Sarà -z nel primo caso e +z nel secondo caso.
Resta solo da mostrare che Sx e Sz non possono possedere contemporaneamente, per la meccanica quantistica, valori definiti. Si potrebbe mostrare in maniera diretta che non esiste nessun vettore che possa essere un autovettore di entrambe le matrici. Più in generale, si può usare il fatto che gli operatori non commutano,
{\displaystyle \left[S_{x},S_{z}\right]=-i\hbar S_{y}\neq 0}
e quindi secondo la relazione di incertezza di Heisenberg
{\displaystyle \langle (\Delta S_{x})^{2}\rangle \langle (\Delta S_{z})^{2}\rangle \geq {\frac {1}{4}}\left|\langle \left[S_{x},S_{z}\right]\rangle \right|^{2}}
si conclude che componente x e componente z devono avere al contempo un'incertezza strettamente maggiore di zero.

### Articoli selezionati
- Alain Aspect, Bell's inequality test: more ideal than ever (PDF), in Nature, vol. 398, n. 189, 1999.
- John Stewart Bell, On the Einstein-Poldolsky-Rosen paradox, in Physics, vol. 1, n. 195, 1964.
- John Stewart Bell, Bertlmann's Socks and the Nature of Reality, in Journal de Physique, vol. 42, 1981.
- P. H. Eberhard, Bell's theorem without hidden variables, in Nuovo Cimento, 38B1, n. 75, 1977.
- P. H. Eberhard, Bell's theorem and the different concepts of locality, in Nuovo Cimento, 46B, n. 392, 1978.
- Albert Einstein, Boris Podolsky e Nathan Rosen, Can quantum-mechanical description of physical reality be considered complete?  (PDF) (abstract), in Phys. Rev., vol. 47, n. 777, 1935.
- Arthur Fine, Hidden Variables, Joint Probability, and the Bell Inequalities, in Phys. Rev. Lett, vol. 48, n. 291, 1982.
- Arthur Fine, Do Correlations need to be explained?, in Philosophical Consequences of Quantum Theory: Reflections on Bell's Theorem, University of Notre Dame Press, 1986.
- Lucien Hardy, Nonlocality for 2 particles without inequalities for almost all entangled states, in Phys. Rev. Lett., vol. 71, n. 1665, 1993.
- Mikizo Mizuki, A classical interpretation of Bell's inequality, in Annales de la Fondation Louis de Broglie, vol. 26, n. 683, 2001.
- (EN) Edward N. Zalta (a cura di), Paradosso di Einstein-Podolsky-Rosen, in Stanford Encyclopedia of Philosophy, Center for the Study of Language and Information (CSLI), Università di Stanford.
- (EN) Edward N. Zalta (a cura di), Bell's Theorem, in Stanford Encyclopedia of Philosophy, Center for the Study of Language and Information (CSLI), Università di Stanford.

### Libri
- John Stewart Bell, Dicibile e indicibile in meccanica quantistica, Milano, Adelphi, 2010.
- Jun John Sakurai, Modern Quantum Mechanics, Addison-Wesley, 1994,  pp. 174–187, 223–232, ISBN 0-201-53929-2.
- Franco Selleri, Quantum Mechanics Versus Local Realism: The Einstein-Podolsky-Rosen Paradox, New York, Plenum Press, 1988.
- Anton Zeilinger, Il velo di Einstein - Il nuovo mondo della fisica quantistica, Einaudi, 2005, ISBN 88-06-17078-3.
- Manjit Kumar, Quantum. Da Einstein a Bohr, la teoria dei quanti, una nuova idea della realtà, Mondadori, 2010.